# Dalmore
Dalmore – destylarnia single malt whisky, znajdująca się w mieście Alness w Szkocji, niedaleko Inverness w rejonie Highlands.

## Historia
Założona w roku 1839 przez Alexandra Mathesona destylarnia Dalmore mieści się nad brzegiem Cromarty Firth, skąd rozpościera się widok na całą zatokę oraz półwysep Black Isle. Gorzelnia zatrudnia obecnie 20 pracowników.

## Butelkowanie
- The 50 - whisky 50-letnia wyprodukowana w limitowanym nakładzie 242 butelek
- The 40
- The 1974
- King Alexander III
- The 15
- Gran Reserva
- The 12